# 李建昌 (台灣)
李建昌（1962年8月22日—），臺灣政治人物，民主進步黨籍，臺北市議會連八次選上，生於嘉義縣，擔任民進黨中央評議委員、台北市議會民進黨黨團召集人，連任臺北市議會第二選舉區（內湖區、南港區）第七至十四屆議員。2011年5月12日，李建昌獲民進黨徵召，參選臺北市第四選舉區立法委員，拿下78,097張選票落敗。

## 選舉紀錄
| 年度 | 選舉屆數               | 選舉區           | 所屬政黨   | 得票數 | 得票率 | 當選標記 | 備註   |
| ---- | ---------------------- | ---------------- | ---------- | ------ | ------ | -------- | ------ |
| 1994 | 第七屆臺北市議員選舉   | 臺北市第二選舉區 | 民主進步黨 | 14,315 | 8.29%  |          | [ 8 ]  |
| 1998 | 第八屆臺北市議員選舉   | 臺北市第二選舉區 | 民主進步黨 | 17,732 | 9.21%  | [ 9 ]    |        |
| 2002 | 第九屆臺北市議員選舉   | 臺北市第二選舉區 | 民主進步黨 | 15,270 | 8.28%  | [ 10 ]   |        |
| 2006 | 第十屆臺北市議員選舉   | 臺北市第二選舉區 | 民主進步黨 | 17,740 | 10.04% | [ 11 ]   |        |
| 2010 | 第十一屆臺北市議員選舉 | 臺北市第二選舉區 | 民主進步黨 | 13,863 | 6.78%  | [ 12 ]   |        |
| 2012 | 第八屆立法委員選舉     | 臺北市第四選舉區 | 民主進步黨 | 78,097 | 33.85% |          | [ 13 ] |
| 2014 | 第十二屆臺北市議員選舉 | 臺北市第二選舉區 | 民主進步黨 | 18,052 | 8.25%  |          | [ 14 ] |
| 2018 | 第十三屆臺北市議員選舉 | 臺北市第二選舉區 | 民主進步黨 | 12,588 | 5.97%  | [ 15 ]   |        |
| 2022 | 第十四屆臺北市議員選舉 | 臺北市第二選舉區 | 民主進步黨 | 12,103 | 5.87%  | [ 16 ]   |        |

## 爭議
2017年10月7日，民主進步黨籍議員李建昌透過Facebook發文說馬英九、郝龍斌及吳敦義等人力挺前臺北市政府民政局局長黃呂錦茹，直言批評鍾小平在議會問政不認真，而且還是酒店咖，不少與李建昌同黨的議員都留言按讚。結果引起鍾小平不滿，揚言李建昌不刪文，將會提告。
2024年4月，花蓮縣發生芮氏規模7.2地震，這起地震造成多起人員、房屋損傷，同時也使得花蓮觀光產業不振。李振昌在社群媒體中發文稱，「國民黨被傅崐萁掌握了，難怪很多好友最近都不到花蓮旅遊，不是因為地震，是因為多數花蓮人都支持傅崐萁夫婦」，遭到各界抨擊，李隨即再發文道歉。

## 外部連結
- 李建昌的Facebook專頁
- 臺北市議會議員簡介 （页面存档备份，存于）